# Veine médiane antébrachiale
La veine médiane antébrachiale est une veine superficielle du membre supérieur.

## Trajet
La veine médiane antébrachiale prolonge la veine céphalique du pouce.

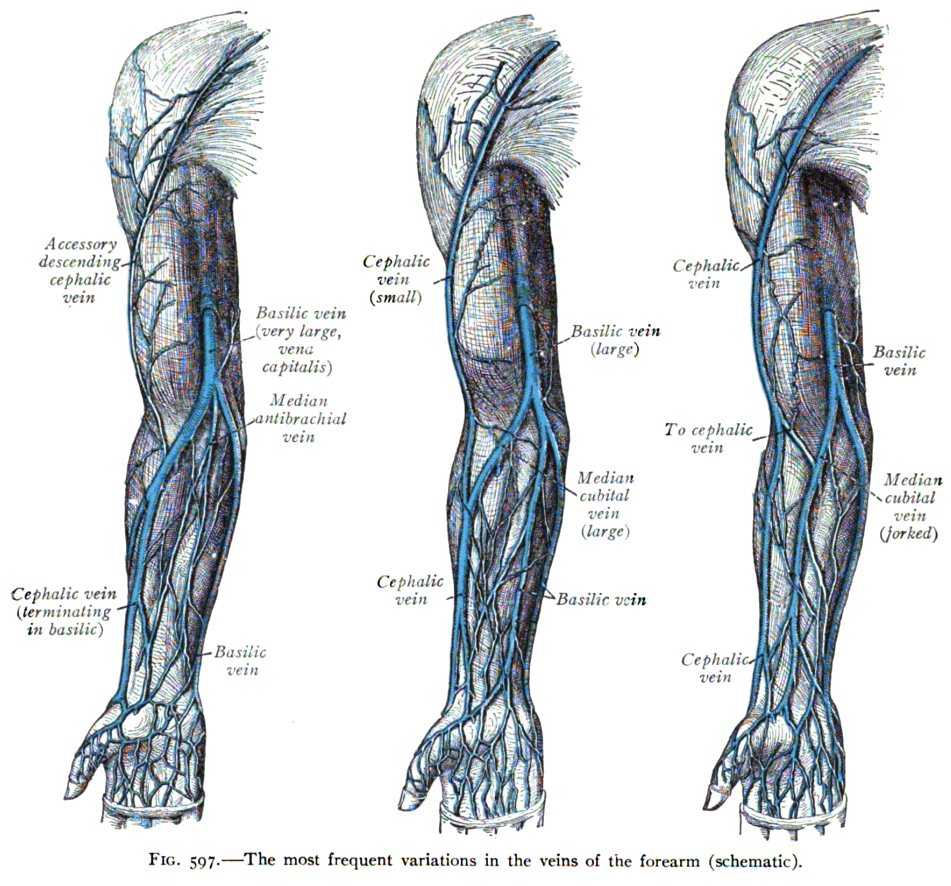
Variation les plus courantes des veines de l'avant-bras

Elle passe au dessus du processus styloïde du radius pour monter en haut et en dedans jusqu'à la partie médiale de la face antérieure de l'avant-bras. Elle poursuit son trajet jusqu'au pli du coude où elle se divise en deux branches les veines médianes basilique et céphalique. Mais sa terminaison peut avoir plusieurs variations.